# フナバラソウ
フナバラソウ（舟腹草、白薇、学名：Vincetoxicum atratum）はキョウチクトウ科カモメヅル属の多年草。旧分類では、ガガイモ科に属する。

## 分布と生育環境
北海道、本州、四国、九州の山地や平地の草原に稀に見られる。

## 特徴
真っ直ぐに立ち上がる草で、高さは40から80センチメートル程度、枝は出さない。葉は長さ8から10センチメートル、幅4から6センチメートルの卵形で対生する。1段または複数段に黒紫色の星型の花がかたまって球状につく。花期は6月頃。
花が終わると緑色の、ガガイモ科特有の袋果（実）をつける。秋に袋果が割れ、種髪（毛束）をつけた種子がはじける。袋果の形が舟腹に似ることから名づけられた。
丈の低い草原にのみ出るものである。往々にしてそれは人間の手のはいる里山的環境における土手などであり、それらが失われたことでその生育域が大きく減少している。

## ギャラリー

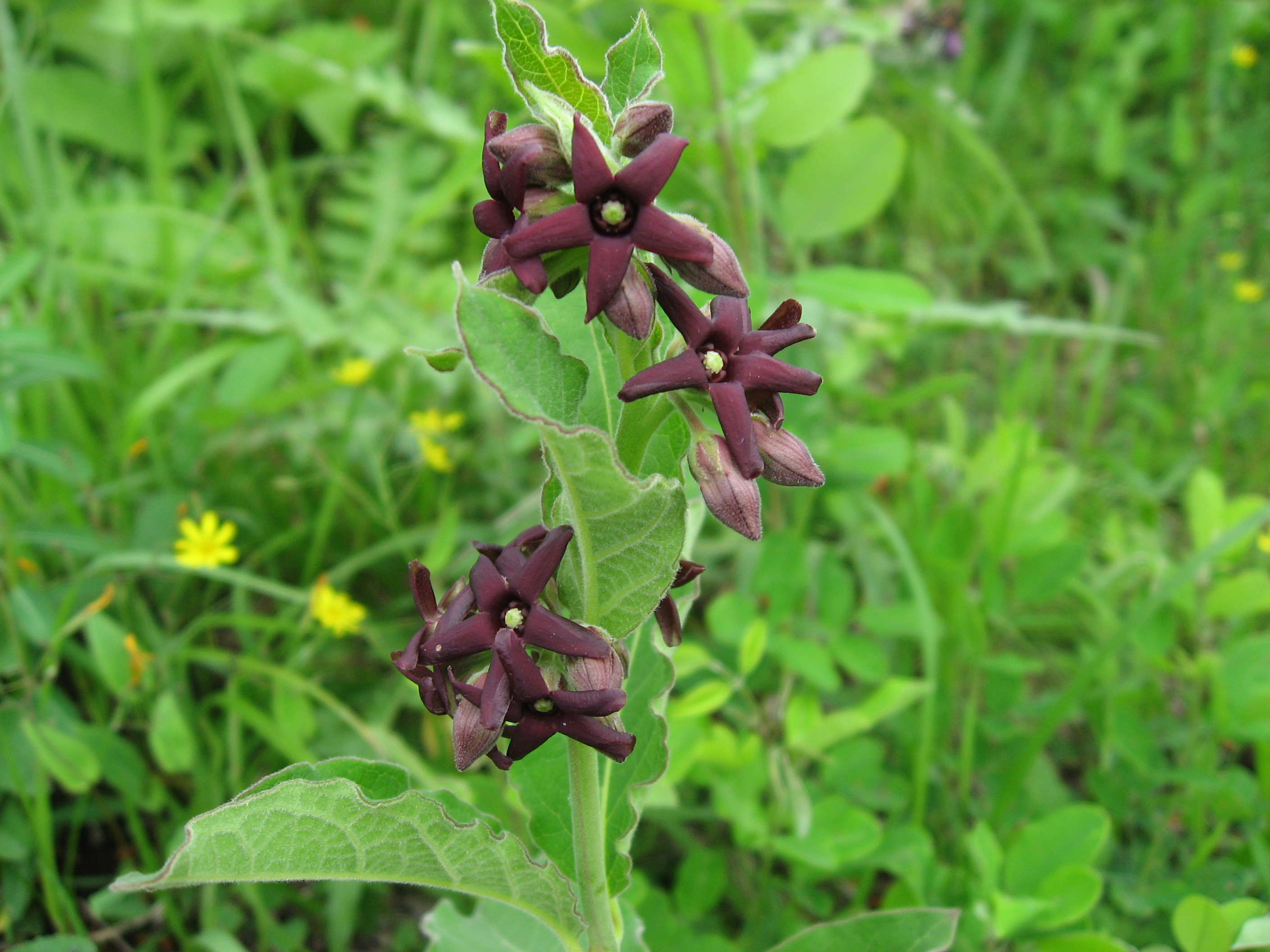

## 保全状況評価
絶滅危惧II類 (VU)（環境省レッドリスト）

## 近縁種
- イヨカズラ（伊予葛、学名：Vincetoxicum japonicum ）
- クサタチバナ（草橘、学名：Vincetoxicum acuminatum ）
- コバノカモメヅル（小葉の鴎蔓、学名： Vincetoxicum sublanceolatum ）
- シロバナカモメヅル（白花鴎蔓、学名： Vincetoxicum sublanceolatum var. macranthum ）
- スズサイコ（鈴柴胡、学名：Vincetoxicum pycnostelma  ）
- タチガシワ（立柏、学名：Vincetoxicum magnificum ）
- ロクオンソウ（鹿苑草、学名：Vincetoxicum amplexicaule ）